# Activismo franquiciado
El activismo franquiciado se refiere a las formas de activismo realizadas por individuos o grupos autónomos en diversos lugares bajo el mismo nombre (véase: franquicia). Este nombre corresponde describe generalmente una idea puesta en acción más que un mandato central de alguna organización, es frecuente que el único requisito sea simplemente practicar el modelo de funcionamiento y aceptar la razón social planteada. Algunos activismos franquiciados incluyen: Masa Crítica, Food not Bombs, Indymedia, Reclaim the Streets, entre otros. 
El activismo de franquicia también puede referirse a aquellas organizaciones no lucrativas o no gubernamentales que tienen oficinas y operaciones en más de un lugar (ONG o think tank internacional).